# Énergie au Luxembourg
Le Luxembourg est un petit pays (à peine 2 586 km2) ne disposant pas de ressources fossiles. Il fait partie de ces pays occidentaux dont le secteur de l‘énergie se fonde principalement sur les importations : en 2019, 95 % de l'énergie consommée au Luxembourg était importée, dont 76 % de la consommation d'électricité.
Il se caractérise par ailleurs par une consommation d'énergie par habitant très élevée : 3,4 fois la moyenne mondiale, 72 % de plus qu'en Autriche et 129 % de plus qu'en Suisse. Cette énergie est surtout consommée dans les transports (55,8 %), l'industrie (16,7 %), le secteur résidentiel (13,2 %) et le secteur tertiaire (12,6 %). De ce fait, les émissions de CO2 par habitant liées à l'énergie sont 3,3 fois plus élevées que la moyenne mondiale et que celles de la France et presque aussi élevées que celles des États-Unis.
L'électricité représente seulement 14,6 % de la consommation finale d'énergie en 2018. Elle est importée à 71 % en 2022. Elle est consommée surtout par l'industrie : 47,5 %, le secteur tertiaire : 34,7 % et le secteur résidentiel : 14,7 %. La consommation d'électricité par habitant du Luxembourg est très élevée : 4,1 fois la moyenne mondiale, supérieure de 89 % à la consommation d'un Français et de 3 % à celle d'un habitant des États-Unis.
Cette situation a évolué légèrement au cours des dernières années, grâce au développement des énergies renouvelables et à l'amélioration de l'efficacité énergétique. La production éolienne couvre 4,2 % de la consommation brute d'électricité en 2022, la biomasse 4,1 % et le solaire 3 %. Le Luxembourg se classe en 2023 au 7e rang de l'Union européenne (UE) pour sa puissance installée solaire photovoltaïque par habitant.

## Comparaison internationale
En 2013, le Luxembourg ne représentait que 0,3 % de la consommation primaire de l'Union européenne. Dans son dernier rapport sur les indices de performance de l’architecture énergétique (version 2015), le Forum économique mondial classe le Luxembourg à la 29e place. La forte dépendance énergétique et les larges émissions de CO2 (boostées par le tourisme à la pompe) sont les deux principaux critères expliquant ce positionnement.

## Dépendance énergétique
La dépendance énergétique est un critère évaluant les capacités d'un pays à produire par lui-même l'énergie dont il a besoin. Le Luxembourg ne disposant pas de ressources fossiles, sa dépendance aux importations d'énergie est très importante. Elle était proche des 100 % pour l'année 2000. En 2001, la construction de la centrale turbine-gaz-vapeur Twinerg réduit ce taux à 98 % (centrale qui fermera en 2016). En 2007, l'action combinée du développement des énergies renouvelables et de l'efficacité énergétique des bâtiments réduit, à nouveau, le taux à un niveau moyen de 96 %.

## Émissions de CO2 liées l'énergie
L'Agence internationale de l'énergie estime les émissions de CO2 liées à l'énergie à 8,9 Mt en 2018, soit 14,69 tonnes par habitant, niveau 3,3 fois plus élevé que la moyenne mondiale : 4,42 tonnes et que celui de la France : 4,51 t/hab et presque aussi élevé que celui des États-Unis : 15,03 t/hab.

## Consommation brute d'énergie
La consommation intérieure brute d'énergie s'élevait à 3 957 ktep en 2019, dont 78,9 % de combustibles fossiles importés (60,5 % de produits pétroliers, 17,3 % de gaz naturel, 1,1 % de charbon), 12,8 % d'électricité importée, 7,2 % de biomasse et déchets (dont la moitié importés), 0,9 % d'éolien et solaire et 0,2 % d'hydroélectricité.
La consommation intérieure brute d'énergie par habitant était de 6,41 tep en 2018, supérieure de 241 % à la moyenne mondiale : 1,88 Mtep, de 72 % à celle de l'Autriche :  3,72 tep/hab et de 129 % à celle de la Suisse : 2,80 tep/hab.. 
La consommation brute d'énergie du Luxembourg a tout d'abord connu une évolution croissante entre 1960 et 1974. Après cette date la consommation va se réduire graduellement jusqu'en 1983. Il s'ensuit une nouvelle vague de croissance jusqu'à son année record de 2005, l'année à laquelle la tendance s'est à nouveau inversée pour se poursuivre par une lente diminution.
|                                   | 1960 | 1970 | 1980 | 1990 | 2000 | 2005 | 2010 | 2011 | 2012 | 2013 | 2014 | 2015 | 2016 | 2017 | 2018 |
| --------------------------------- | ---- | ---- | ---- | ---- | ---- | ---- | ---- | ---- | ---- | ---- | ---- | ---- | ---- | ---- | ---- |
| Total                             | 3395 | 4182 | 3624 | 3589 | 3708 | 4898 | 4770 | 4674 | 4573 | 4431 | 4312 | 4206 | 4267 | 4402 | 4570 |
| Combustibles solides              | 3164 | 2718 | 1882 | 1193 | 110  | 78   | 67   | 58   | 54   | 48   | 53   | 49   | 52   | 45   | 42   |
| Gaz naturel (en PCS)              |      | 7    | 425  | 476  | 746  | 1307 | 1330 | 1147 | 1168 | 989  | 937  | 854  | 788  | 770  | 760  |
| Électricité                       | 7    | 118  | 244  | 317  | 503  | 294  | 365  | 398  | 372  | 449  | 445  | 507  | 569  | 568  | 570  |
| Chaleur                           |      |      |      |      |      |      | 2    | 3    | 3    | 4    | 4    | 5    | 6    | 6    | 7    |
| Produits pétroliers               | 224  | 1338 | 1073 | 1577 | 2299 | 3126 | 2869 | 2927 | 2825 | 2778 | 2676 | 2630 | 2627 | 2748 | 2902 |
| Énergies renouvelables et déchets |      |      |      | 27   | 51   | 93   | 145  | 145  | 152  | 165  | 196  | 214  | 226  | 265  | 289  |

Source: STATEC

## Production d'énergie primaire
La production locale d'énergie en 2019 était seulement de 199 ktep, soit 5 % de la consommation intérieure brute. Elle est constituée en grande partie d'énergies renouvelables : biomasse et déchets 154 ktep, éolien+solaire 36 ktep.
La production d'énergie primaire renouvelable est en 2019 répartie en 3 648 TJ de biomasse solide, 1 567 TJ de déchets municipaux, 624 TJ de déchets industriels, 621 TJ de biogaz et 100 TJ de solaire thermique (chauffe-eaux solaires). L'électricité produite à partir de ces ressources primaires est de 125 GWh (125 GWh tirés des déchets municipaux, 159 GWh de la biomasse solide et 71 GWh du biogaz) ; s'y ajoutent 276 GWh d'électricité éolienne et 112 GWh de solaire photovoltaïque.

## Consommation finale d'énergie
La consommation finale d'énergie s'élevait en 2018 à 3 784 ktep, dont 2 979 ktep (78,7 %) d'utilisation directe des combustibles fossiles (produits pétroliers : 2 314 ktep, soit 61,2 %, gaz naturel : 623 ktep, soit 16,5 %, charbon : 623 ktep), 552 ktep d'électricité (14,6 %), 67 ktep de chaleur de réseau (1,8 %), 183 ktep de biomasse et déchets (4,8 %).

### Évolution historique
Si on remonte jusqu'aux années 1960, le principal vecteur énergétique employé au Luxembourg est le charbon qui couvre 93 % du marché. Mais ce vecteur est déjà en phase décroissante qui se poursuivra jusqu'en 2000 pour atteindre une niveau minimal.
En effet, ce vecteur énergétique est progressivement remplacé par un vecteur disposant de multiples avantages : le pétrole (et ses dérivés). Une croissance continue de l'utilisation de ce nouveau vecteur s'observe jusqu'en 1973, année de la première crise pétrolière. Après une phase de décroissance et de stagnation, les produits pétroliers trouvent un nouvel essor qui va les conduire à leur apogée, en 2005, à couvrir 64 % du marché. Ce nouvel essor est intrinsèquement lié au développement des transports routiers et à la fiscalité des carburants jugée avantageuse au Luxembourg.
Dès les années 1970, le gaz naturel apparait au Luxembourg et prend de plus en plus de part de marché. En 2001, la construction de la centrale turbine-gaz-vapeur influence significativement la consommation de ce vecteur énergétique.
Bien que présentes depuis les années 1960, il faut attendre les années 2000 pour voir décoller les énergies renouvelables.

### Consommation par secteur
La consommation d'électricité se répartissait en 2018 entre l'industrie pour 16,7 %, les transports pour 55,8 %, le secteur résidentiel pour 13,2 %, le secteur tertiaire pour 12,6 %, l'agriculture pour 0,6 % et les usages non énergétiques (chimie) pour 1 %.

## Secteur électrique

### Production et importation d'électricité
La production d'électricité du Luxembourg s'est élevée à 2 214 GWh en 2022, répartie en 50,7 % d'hydroélectricité, 14,8 % d'éolien, 14,3 % de biomasse, 10,3 % de solaire photovoltaïque, 5 % de déchets et 4,8 % de gaz naturel. Mais cette production nationale ne couvre que 29 % des besoins ; 71 % de l'électricité consommée est importée ; l'hydroélectricité couvre seulement 14,5 % de la consommation, la production éolienne 4,2 %, la biomasse 4,1 % et le solaire 3 %.

#### Hydroélectricité
Le Luxembourg se classe au 28e rang européen par sa puissance installée hydroélectrique : 1 330 MW, dont 1 296 MW de pompage-turbinage ; sa production hydroélectrique s'est élevée à 0,95 TWh en 2019.
- Pompage-turbinage : Centrale de Vianden et Barrage d'Esch-sur-Sûre

#### Solaire photovoltaïque
La part de la production solaire photovoltaïque (229 GWh en 2021) dans la production d'électricité du pays atteignait 10,3 %, mais elle représentait seulement 3 % de la consommation brute d'électricité. Selon EurObserv'ER, cette production est passée en 2022 à 276 GWh, puis à 318 GWh en 2023. Le Luxembourg a installé 87 MWc en 2023, portant la puissance installée de son parc photovoltaïque à 404 MWc (+27 %). Le Luxembourg se classe en 2023 au 7e rang de l'Union européenne (UE) pour sa puissance installée par habitant : 611,4 Wc fin 2023, supérieure de 7 % à la moyenne de l'UE (572,5 Wc), derrière les Pays-Bas (1 342,1 Wc), l'Allemagne (974,3 Wc), la Belgique (745,1 Wc), l'Espagne (636,6 Wc) et la Grèce (610,6 Wc), mais devant l'Italie (513,6 Wc) et la France (300 Wc).

### Consommation d'électricité
La consommation finale d'électricité du Luxembourg s'est élevée à 6 128 GWh en 2022, répartie entre l'industrie : 47,5 %, le secteur tertiaire (commerces, services publics) : 34,7 %, le secteur résidentiel : 14,7 %, les transports : 2,6 % et l'agriculture : 0,5 %.
La consommation d'électricité par habitant du Luxembourg s'est élevée à 13 476 kWh en 2018, soit 4,1 fois la moyenne mondiale : 3 260 kWh, supérieure de 89 % à la consommation d'un français : 7 141 kWh et de 3 % à celle d'un habitant des États-Unis : 13 098 kWh.